# Sela Žakanjska
Sela Žakanjska je selo je smješteno na brežuljku u općini Žakanje. Sastoji se od tri zaseoka (Sela, Radenčići, Podrebarci). Selo ima oko stotinjak stanovnika, ali se njihov broj s godinama ubrzano smanjuje. Žakanjska Sela poznata su i po vinogradima te prekrasnom pogledu na susjednu dolinu.

## Stanovništvo
- 2001. – 93
- 1991. – 145 (Hrvati – 138, ostali – 7)
- 1981. – 125 (Hrvati – 122, Srbi – 2, Jugoslaveni – 1)
- 1971. – 232 (Hrvati – 231, ostali – 1)

| broj stanovnika | 189   | 246   | 247   | 242   | 218   | 202   | 200   | 199   | 201   | 197   | 165   | 232   | 125   | 145   | 93    | 68    | 53    |
|                 | 1857. | 1869. | 1880. | 1890. | 1900. | 1910. | 1921. | 1931. | 1948. | 1953. | 1961. | 1971. | 1981. | 1991. | 2001. | 2011. | 2021. |